# 王謙 (北朝)
王謙（6世紀—580年11月18日），字敕萬，代人，太原郡（今山西省太原市、晋中市、吕梁市等地）人，西魏、北周官员。

## 生平

### 早年
王谦性格恭敬谨慎，没有其他才能。因为父亲王雄的功劳，屡次升任骠骑大将军、开府，封安乐县伯。周孝闵帝宇文觉登基，王谦主管右小武伯。保定二年（562年），王雄因为已封庸国公，将武威郡公回封王谦，安乐县伯回封王谦三弟王震。保定四年（564年），王雄跟随晋公宇文护东征，被北齐杀死。朝廷议论王谦的父亲在战场身亡，对王谦加以特殊的恩宠，于保定五年正月乙巳（565年3月9日）任命王谦为柱国。王谦认为感情与礼仪还没有结束，坚决推辞不接受。周武帝宇文邕亲自写诏书命令王谦夺情，王谦袭爵庸国公，食邑一万户。建德五年（576年）八月，王谦跟随皇太子宇文赟讨伐吐谷浑，奋力作战有功劳。同年十月，周武帝东征北齐，王谦又奋力作战，于建德五年十二月丙寅（577年1月26日）加上柱国。建德六年七月戊戌（577年8月26日），王谦出任益州总管、十八州诸军事。

### 三总管之乱
大象二年（580年）五月，杨坚执掌朝政。六月，杨坚任命梁睿为益州总管，王谦命令司录贺若昂奉奏书到达朝廷。贺若昂返回益州后，详细陈述京城中的情况。王谦因为父子同受北周的国恩，将要图谋匡扶社稷，于是在八月庚申（580年9月1日）起兵，不接受梁睿的替代，又设置官署。王谦所管辖的潼、新、始、龙、邛、青、泸、戎、宁、汶、陵、遂、合、楚、资、眉、普等十八州與嘉、渝、临、渠、蓬、隆、通、兴、武、庸十州的人民大多也听从王谦的命令。总管长史乙弗虔和益州刺史达奚惎劝说王谦占据险要之地观察变化。隆州刺史高阿那肱为王谦筹划了三条计策：“您亲自率领精锐部队，直指散关，蜀人知道您有勤王的义举，必定都想奋不顾身为您效力，这是上策；出兵进向梁州和汉中，以呼应天下，这是中策；坐守剑阁以南，发兵自卫，这是下策。”王谦兼用了中策和下策。
王谦发兵进攻始州，此时梁睿才行进到汉川以西，无法前进，杨坚发动利州、凤州、文州、秦州、成州等州兵马，任命梁睿为行军元帅，与行军总管于义、张威、达奚长儒、梁升、石孝义率领步兵骑兵二十万前往讨伐王谦。当时王谦派遣开府李三王等人防守通谷，梁睿派遣张威击败李三王，俘虏数千人，推进到龙门。王谦的部将赵俨、秦会率领部众十万人，占据险要之地扎营，连绵三十里。梁睿命令将士们口中衔枚从小路四面出击，奋力作战击败了敌军。蜀人大惊，梁睿率部击鼓前进。王谦的部将敬豪守卫剑阁，梁岩拒收平林，都因为畏惧而向梁睿投降。
王谦又派遣自己任命的柱国达奚惎、高阿那肱、大将军乙弗虔、杨安、任峻、侯翕、景孱等人率领部众号称十万，精锐尽出进攻利州，在利州城外堆起土山，又在地下挖掘七十多条地道，筑坝引江水以灌城。当时利州总管豆卢𪟝的士卒不超过两千人，昼夜拒守。经过四旬，形势逐渐紧迫，豆卢𪟝于是派出奇兵攻击敌军，斩首数千，王谦的军队投降了两千人。梁睿军队正好前来支援，达奚惎才退去。达奚惎听说梁睿将到，又分兵据守开远，梁睿对将士们说：“这伙敌人占据险要，想要阻遏我军攻势，我们应该在他们意想不到的情况下出击，肯定能打败他们。”梁睿于是派上开府拓拔宗攻剑阁，大将军宇文敻攻巴西，大将军赵达率领水军入嘉陵。梁睿又派遣张威、王伦、贺若震、于义、韩相贵、阿那惠等人分兵合击达奚惎，从午时战至申时，达奚惎的军队大败。王谦任命的大将军苻子英进攻巴州，又被刺史吕珍所击败。达奚惎逃归王谦，梁睿趁着敌军困乏，纵兵从剑阁入川，进逼成都。达奚惎和乙弗虔秘密派使者拜谒梁睿，请求做内应以赎罪。王谦不知道达奚惎和乙弗虔已经背叛自己，命令达奚惎和乙弗虔守卫成都。王谦原来就没有谋略，只是凭借父亲的功勋才身居重任，起初起兵的时候只是以为凭借险要的江山，就进可以立功，退可以自守，而且王谦任命的官员大多不是能胜任之才。等到梁睿大军突然来到，王谦十分惶恐拿不出计策，于是亲自率领精锐士兵五万人背靠城市列阵，又以达奚惎和乙弗虔的儿子率领左右两军。大象二年十月戊寅（580年11月18日），梁睿命令张威统领中军，和王谦交战，王谦的军队行进数十里，左右两军都叛变了。王谦将要进城，达奚惎和乙弗虔拒绝王谦进入，向梁睿献城投降。王谦率领数十名骑兵逃到新都县，县令王宝活捉了王谦，梁睿将王谦和高阿那肱在市场上斩首，王谦的首级被传送到京城。

## 其它
杨坚执政后，梁明帝萧岿派遣中书舍人柳庄奉书入关，当时北周尉迟迥、王谦、司马消难三方作乱，西梁的将帅都向梁明帝请求发兵，与尉迟迥等人形成联合的形势，进可以对周氏尽节，退可以占据山南之地。只有梁明帝怀疑不可行。恰逢柳庄从长安返回，详细叙述了杨坚想要和西梁结好之意，于是对梁明帝说：“昔日袁绍、刘表、王凌、诸葛诞，都是一时的英雄豪杰。等到他们占据要害之地，拥有一群勇猛的将士，然而功业没有建立，祸患迅速到来，实在是因为魏、晋挟持天子，保守京城，倚靠大义之名。如今尉迟迥虽然是旧时大将，已经是昏聩老迈；司马消难和王谦是不及常人之辈，没有匡佐之才。何况崤山以东、庸、蜀顺从教化一天比一天近，北周朝廷的恩惠尚未遍布。在朝的将相，多为自身打算，争相对杨氏尽忠。依臣的估计，尉迟迥等人终当覆灭，隋公必定会取代北周。不如保住国境安定百姓，以观望将来的变化。”梁明帝认为柳庄说的很对，众人的议论于是平息。不久，司马消难逃亡到南陈，尉迟迥和王谦相继被杀，梁明帝对柳庄说：“近来如果听从众人的话，国家已经守不住了。”

## 评价
李延寿认为，王谦受到的宠信有如高山大河，等到挥袖勤王，立志拯救国家，虽然忠于国君的效果未能显现，但和那些贪图禄位只图生存的人还是不一样。

## 家庭

### 父亲
- 王雄，北周柱国、泾州总管诸军事、泾州刺史、庸忠公

### 兄弟姐妹
- 王震，三弟，北周安乐县伯

### 子女
- 王某，王谦在益州起兵时从京城逃向王谦，被达奚长儒收捕后斩首[27][28]
- 王某，王谦在益州起兵时从京城逃向王谦，被达奚长儒收捕后斩首

## 其它
- 可频瑜，唐朝蓝田尉、辞赋家，王谦家族后裔[1]

## 延伸阅读
[在维基数据编辑]
 《周書·卷21》，出自令狐德棻《周書》